# Drugi rząd Otto Grotewohla
Drugi rząd Otto Grotewohla – to drugi rząd NRD. Rząd ten funkcjonował w latach 1950–1958.
| Ministerstwo                                                                                       | Minister | Partia                    |
| -------------------------------------------------------------------------------------------------- | --- | ------------------------- |
| Premier                                                                                            | Otto Grotewohl | SED                       |
| Pierwszy Wicepremier od 3 grudnia 1955                                                             | Walter Ulbricht | SED                       |
| Wicepremierzy                                                                                      | Walter Ulbricht do 3 grudnia 1955 Heinrich Rau Otto Nuschke do 27 grudnia 1957 Max Sefrin od 27 grudnia 1957 Hans Loch Lothar Bolz Paul Scholz Willi Stoph od 19 listopada 1954 Fred Oelßner od 26 listopada 1955 Fritz Selbmann od 26 listopada 1955 Bruno Leuschner od 3 grudnia 1955 | SED CDU LDPD NDPD DBD SED |
| Ministerstwo Administracji od 23 maja 1952                                                         | Herbert Stampfer do 20 lipca 1952 Werner Eggerath do 18 lutego 1954 | SED                       |
| Ministerstwo Spraw Kultury                                                                         | Paul Wandel 3 lipca 1952 – 29 stycznia 1954 | SED                       |
| Ministerstwo Handlu Wewnętrznego                                                                   | Herbert Stampfer | SED                       |
| Ministerstwo Spraw Zagranicznych NRD                                                               | Georg Dertinger do 15 stycznia 1953 Anton Ackermann do 3 października 1953 Lothar Bolz | CDU SED NDPD              |
| Ministerstwo Spraw Wewnętrznych NRD                                                                | Karl Steinhoff do 6 maja 1952 <od>Willi Stoph do 1 lipca 1955 <od>Karl Maron | SED                       |
| Ministerstwo Obrony od 21 stycznia 1956                                                            | Willi Stoph | SED                       |
| Ministerstwo Finansów                                                                              | Hans Loch do 26 listopada 1955 <od>Willy Rumpf | LDPD SED                  |
| Ministerstwo Oświaty                                                                               | Paul Wandel od 5 lipca 1952 Elisabeth Zaisser do 5 listopada 1953 Hans Joachim Laabs od 19 listopada 1954 Fritz Lange | SED                       |
| Ministerstwo Kultury                                                                               | Johannes Becher | SED                       |
| Ministerstwo Kwestii Ogólnoniemieckich od 26 listopada 1955                                        | Hans Loch | LDPD                      |
| Ministerstwo Przemysłu Ciężkiego do 26 listopada 1955                                              | Fritz Selbmann | SED                       |
| Ministerstwo Hutnictwa od 26 listopada 1955                                                        | Rudolf Steinwand | SED                       |
| Ministerstwo Przemysłu Chemicznego od 26 listopada 1955                                            | Werner Winkler | SED                       |
| Ministerstwo Węgla i Energetyki                                                                    | Richard Goschütz | SED                       |
| Przewodniczący Państwowej Komisji Planowania                                                       | Bruno Leuschner | SED                       |
| Przewodniczący Komisji Planowania KC do 19 listopada 1954                                          | Fritz Lange | SED                       |
| Ministerstwo Badań Naukowych od 10 listopada 1955                                                  | Willi Stoph | SED                       |
| Ministerstwo Budowy Maszyn do 19 grudnia 1952                                                      | Gerhard Ziller | SED                       |
| Ministerstwo Budowy Przemysłu Ciężkiego od 2 lutego 1953                                           | Gerhard Ziller do 30 stycznia 1954 Erich Apel | SED                       |
| Ministerstwo Budowy Środków Transportu od 2. Februar 1953                                          | Bernd Weinberger do 30 lipca 1953 |                           |
| Ministerstwo Budowy Maszyn od 2 lutego 1953                                                        | Helmuth Wunderlich | SED                       |
| Ministerstwo Przemysłu Spożywczego od 30 czerwca 1953                                              | Kurt Westphal | SED                       |
| Ministerstwo Przemysłu Konstrukcyjnego                                                             | Wilhelm Feldmann | NDPD                      |
| Ministerstwo Budownictwa                                                                           | Lothar Bolz do 1 października 1953 Heinz Winkler | NDPD CDU                  |
| Ministerstwo Handlu i Zaopatrzenia                                                                 | Karl Hamann do 6 grudnia 1952 Curt Wach od 2 lutego 1953 | LDPD SED                  |
| Przewodniczący Państwowej Komisji Planowania Handlu i Zaopatrzenia od 2 lutego do 12 września 1953 | Elli Schmidt | SED                       |
| Ministerstwo Handlu Zewnętrznego                                                                   | Georg Handke od 12 września 1952 Kurt Gregor do 19 września 1954 Heinrich Rau | SED                       |
| Ministerstwo Kontroli od 23 maja do 12 września 1952                                               | Georg Handke | SED                       |
| Ministerstwo Pracy                                                                                 | Roman Chwalek do 23 kwietnia 1953 Fritz Macher | SED                       |
| Ministerstwo Nauki                                                                                 | Luitpold Steidle | CDU                       |
| Ministerstwo Zdrowia                                                                               | Max Fechner do 15 lipca 1953 Hilde Benjamin | SED                       |
| Rzecznik generalny od 23 maja 1952                                                                 | Ernst Melsheimer | SED                       |
| Ministerstwo Poczty i Łączności                                                                    | Friedrich Burmeister | CDU                       |
| Ministerstwo Transportu                                                                            | Hans Reingruber do 10 kwietnia 1953 Roman Chwalek do 19 listopada 1954 Erwin Kramer | parteilos SED             |
| Ministerstwo Leśnictwa                                                                             | Paul Scholz od 1 maja 1952 Wilhelm Schröder do 16 maja 1953 Hans Reichelt od 1 listopada 1953 Paul Scholz do 19 marca 1955 Hans Reichelt | DBD                       |
| Ministerstwo Bezpieczeństwa Państwowego NRD                                                        | Wilhelm Zaisser od 24 lipca 1953 Ernst Wollweber bdo 31 października 1957 Erich Mielke | SED                       |
| Ministerstwo Informacji do 31 grudnia1952                                                          | Gerhart Eisler | SED                       |